# FBA 17
Le FBA 17 est un hydravion d'entraînement produit en France dans les années 1920. Similaire aux autres modèles construits par Franco-British Aviation Company lors de la Première Guerre mondiale, c'est un hydravion sesquiplan dont le moteur propulsif est monté sur une structure entre les deux plans. Utilisés en nombre par la marine française, ils entrent aussi en service dans la Marine polonaise et la force aérienne brésilienne, et ont de nombreux opérateurs civils.
Un exemplaire est acheté par la Garde côtière des États-Unis et, satisfaite de son comportement, celle-ci décide de le faire produire sous licence par la Viking Flying Boat Company. Six appareils servent ainsi dans l'US Coast Guard jusqu'au début de la Seconde Guerre mondiale, sous la désignation OO.

## Variantes
| Désignation  | Type                                        | Premier vol       | Nombre d'exemplaires construits   |
| ------------ | ------------------------------------------- | ----------------- | --------------------------------- |
| FBA 17 HE 2  | hydravion d'entraînement biplace            | avril 1923        | 300, 250 pour la marine française |
| FBA 17 HL 1  | hydravion de liaison monoplace catapultable | 29 septembre 1926 | 1                                 |
| FBA 17 HL 2  | hydravion de liaison biplace catapultable   | 1928              | 10                                |
| FBA 17 HMT 2 | hydravion de liaison biplace                | 2 février 1924    | 37, 21 pour la marine française   |
| FBA 17 HMT 4 | hydravion quadriplace de liaison            | avril 1935        | 2                                 |
| FBA 17 HT 4  | hydravion quadriplace de liaison            | 1927              | 35                                |

## Opérateurs

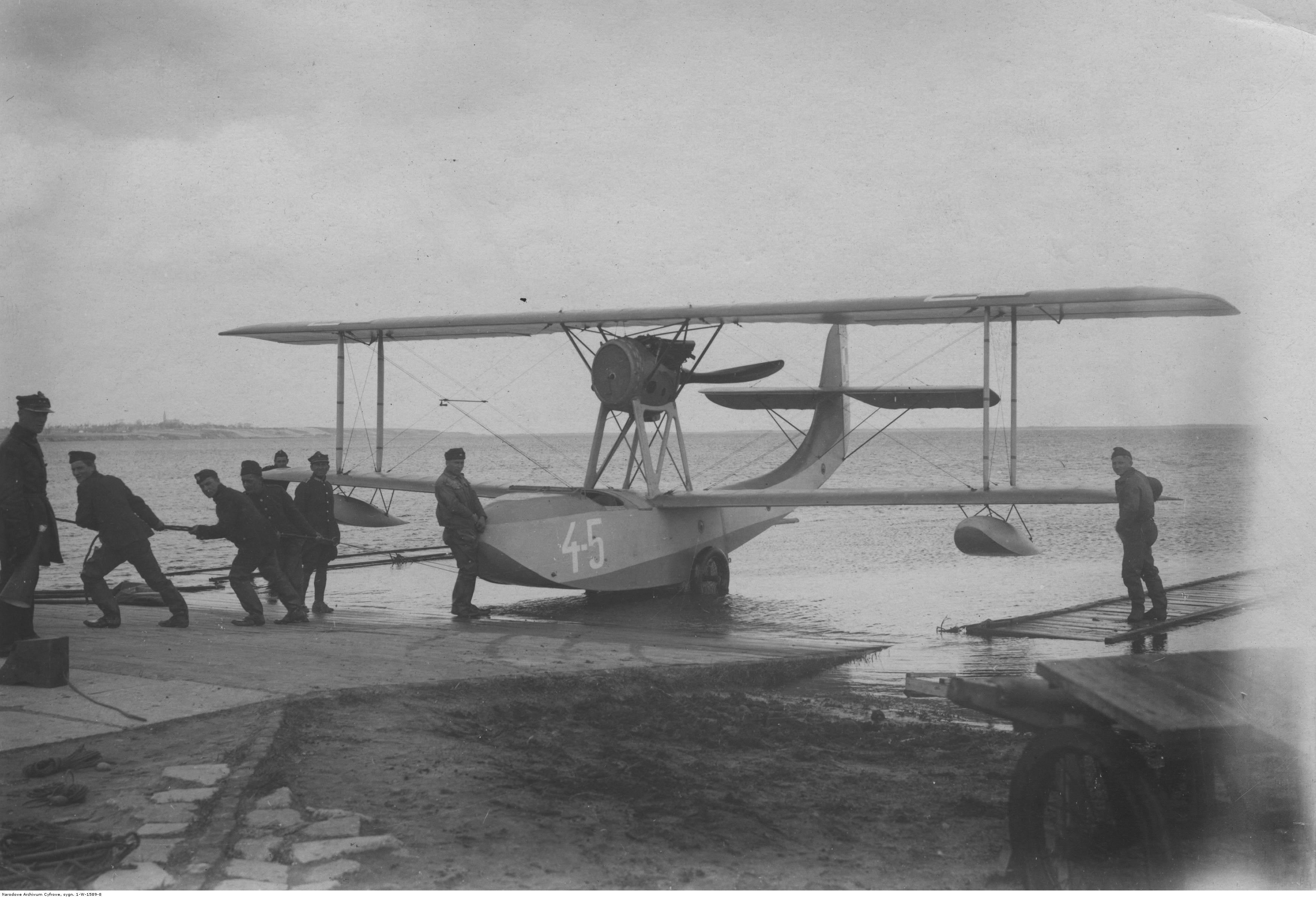
Un FBA 17 de l’aéronavale polonaise.

France
- Marine nationale française

 Brésil
- Force aérienne brésilienne

 Pologne
- Marine polonaise

 États-Unis
- United States Coast Guard